# Pezoporus wallicus
El perico terrestre oriental (Pezoporus wallicus) es una especie de ave psitaciforme de la familia Psittaculidae endémica del este y sureste de Australia. 

## Descripción

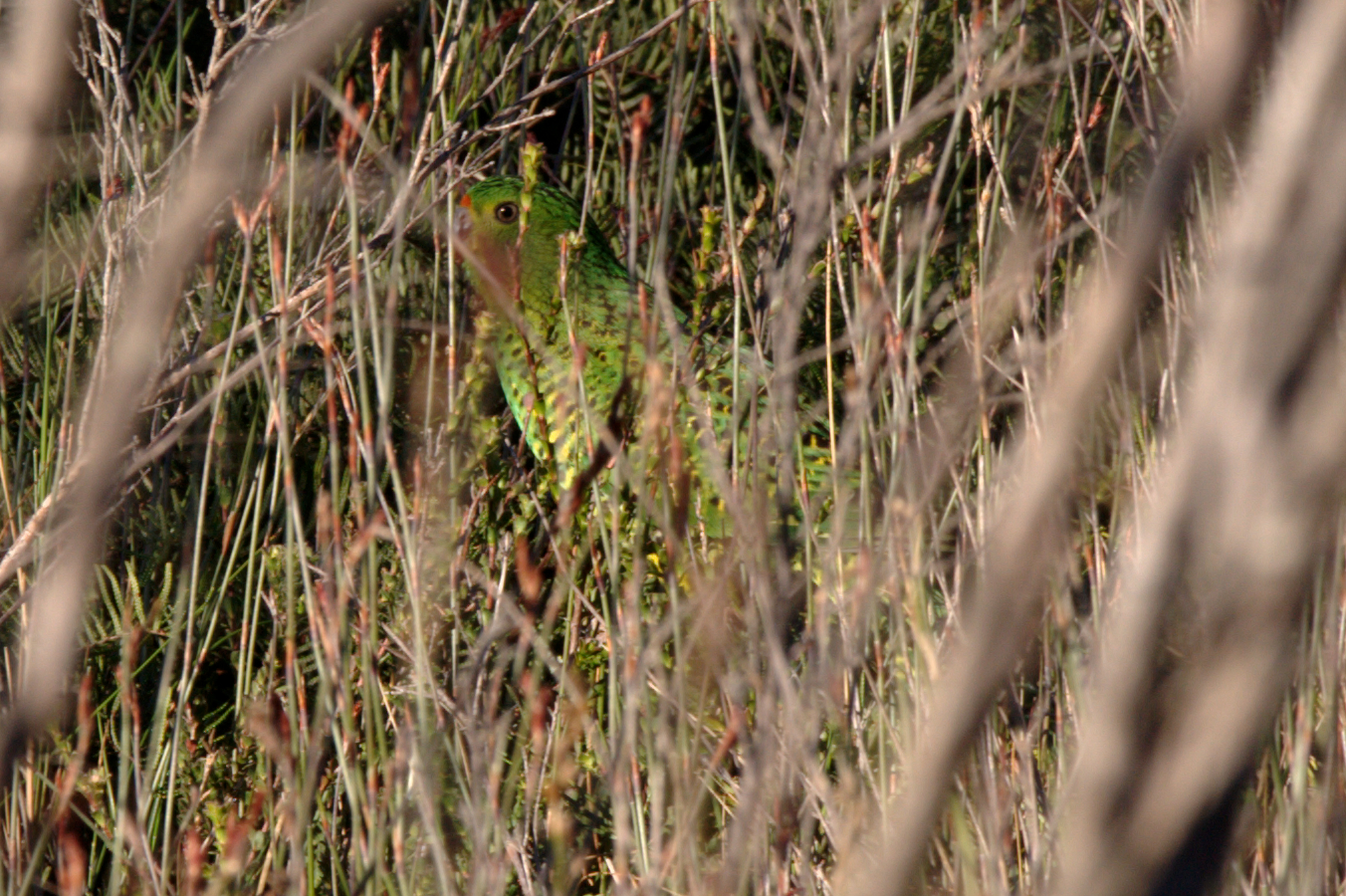
Ejemplar entre la vegetación.

El perico de tierra oriental alcanza los 30 cm de largo. Su plumaje es principalmente verde, con marcas negras o amarillas en cada pluma, presenta una lista roja anaranjada estrecha en la frente. Su cabeza, cuello, pecho y parte superior de la espalda es verde con listado negro. Su abdomen, muslos y las coberteras de la parte inferior de la cola son de color verde amarillento con listado negro. Tiene las coberteras de la parte inferior de las alas y las coberteras primarias verdes. Sus plumas de vuelo son verdes con la parte inferior listada en amarillo claro, y tiene la parte superior de las plumas de la cola verdes con marcas amarillentas y parduzcas en la parte inferior. Las plumas exteriores de la cola son amarillas con listado pardo negruzco. Su pico es de tonos ocres, con la cera rosa grisáceo. Presenta un anillo periocular de color gris claro, el iris de los ojos amarillo blanquecino. Sus patas parduzcas tienen dedos largos y sus garras no están curvads como en el resto de los loros.
Los inmaduros son similares a los adultos pero con tonos ligeramente más apagados, carecen de la lista rojo anaranjada de la frente, su cola es más corta y el iris de sus ojos es castaño.

## Taxonomía
Hasta el inicio de la década de 2010 el perico de tierra occidental se consideraba una subespecie (Pezoporus wallicus flaviventris) de esta especie, pero los análisis genéticos demostraron que era una especie separada (Pezoporus flaviventris). Además tradicionalmente se reconocían dos subespecies dentro de las poblaciones de perico terrestre oriental, pero los análisis genéticos también han mostrado que no existen diferencias genéticas notables entre los individuos de las costas de continente australiano (Pezoporus wallicus wallicus) y los de Tasmania (Pezoporus wallicus leachi).

## Distribución y estado de conservación
El perico de tierra oriental se encuentra en poblaciones fragmentadas en las regiones costeras del este y sureste del sur de Queensland, Nueva Gales del Sur (NGL) y Victoria donde es considerada una especie vulnerable según la legislación de conservación de especies amenazadas de NGS. Se estima que hay unos 4000 individuos reproductores. La especie se ha extinguido en Australia Meridional. También ocupa Tasmania y sus islas aledañas donde no se considera una especie amenazada en su estado, y son más abundantes en el suroeste de Tasmania.
Al encontrarse solo en ciertas ubicaciones está amenazado por la extensión de los cultivos en las zonas costeras, los incendios, y las especies invasoras como los zorros y gatos, además de por los perros ya que al parecer desprenden un fuerte olor lo que los hace fácilmente localizables en el suelo.

## Hábitat
Su hábitat natural son las planicies costeras pantanosas sin árboles, pobladas de lechos de juncos con matorrales bajos con zonas de Gymnoschoenus sphaerocephalus. La especie podría depender de los incendios naturales que permiten el rebrote de las especies vegetales de las que depende.

## Comportamiento
Es una de las únicas cinco especies vivas de loros del mundo de hábitos terrícolas, junto a sus congéneres el perico de terrestre occidental (Pezoporus flaviventris) y el perico nocturno (Pezoporus occidentalis), su pariente relativamente cercano el perico de las antípodas (Cyanoramphus unicolor), y el lejano y no volador kakapo (Strigops habroptila) de Nueva Zelanda. Cuando son molestados los pericos terrestres vuelan rápidamente justo a ras de suelo para volverse a esconder entre la vegetación lejana. La presencia de esta ave con frecuencia solo se advierte por su característica llamada en los atardeceres y amaneceres, una clara secuencia de notas silbadas que primero suben de tono y luego bajan. Mientras vuela permanece en silencio.

## Reproducción
Su época de reproducción se produce de septiembre a enero (con un registro en marzo). Su nido consiste en un hueco excavado en el suelo de entre 15 cm y 18 cm de ancho y entre 2 cm y 5 cm de profundidad, generalmente escondido entre los matorrales y con hierbas cayendo sobre él que le proporcionan parapeto. Suele estar forrado con hojas, hierbas y ramitas. Su puesta se compone de entre 3 y 4 huevos que 28.1 x 22.2 mm. e incuban durante unos 21 días. Los polluelos están bien camuflados, con un denso plumón negruzco que les protege de los periodos fríos. Permanecen en el nido durante dos semanas y son alimentados por los adultos tres veces al día. Después descansan escondidos entre los matorrales de los alrededores hasta que tengan 25 días, momento en el que pueden empezar a volar.